# Шимко, Владимир Степанович
Владимир Степанович Шимко (21 февраля 1905 — 16 октября 1990) — политработник Вооружённых сил СССР, генерал-лейтенант авиации (8.08.1955).

## Биография
Родился в 1905 году в посёлке Костюковка. Член КПСС.
С 1923 года — на военно-политической работе. В 1923—1956 гг. — курсант авиационного училища, курсант артиллерийской школы, политработник в ВВС РККА, участник Великой Отечественной войны, военком и заместитель командующего по политчасти ВВС Дальневосточного фронта, участник разгрома Квантунской армии, на партийно-политической работе в Приамурской и Дальневосточной армиях ПВО и центральном аппарате ВВС СССР.
Делегат XVIII съезда ВКП(б).
Умер в Москве 16 октября 1990 года.  Похоронен на Троекуровском кладбище.